# ImbaTV
ImbaTV是中国大陆一个以游戏相关视频为核心的内容分发平台网站，2014年6月6日由多名前上海游戏风云电视频道主持人创立，该网站以制作《Dota 2》视频和直播为主，也有《英雄联盟》、《风暴英雄》、《炉石传说》等游戏视频。

## 历史
2014年5月12日，时任游戏风云频道主持人、DOTA解说的周凌翔（海涛）宣布将与同事辞职创业，创始人包括主持人张宏圣（BBC）、游戏风云赛事总监沈伟荣（117）、节目编导吴仲宇（0083）、张哲睎（妖魔）、梁若冰（小马）。

## 争议
2015年1月，ImbaTV直播张全蛋玩英雄联盟，引发DOTA玩家不满。1月26日，ImbaTV创始人海涛作出回应，表示自己永远不做英雄联盟，但不表示ImbaTV不做英雄联盟的相关节目。
2015年7月，ImbaTV的两位创始人BBC与海涛分别发微博，指责火猫TV盗播ImbaTV的节目，并将ImbaTV LOGO抹去。随后，火猫平台修改了旗下许多频道的直播代码，并附上了ImbaTV主、副舞台的直播间。BBC与海涛也删除了相关微博。

## 外部連結
- 官方网站